# NGC 2603
NGC 2603 је галаксија у сазвежђу Велики медвед која се налази на NGC листи објеката дубоког неба.
Деклинација објекта је + 52° 50' 25" а ректасцензија 8h 34m 31,2s. Привидна величина (магнитуда) објекта NGC 2603 износи 15,5 а фотографска магнитуда 16,5.